# Christian Michelsen
Peter Christian Hersleb Kjerschow Michelsen (ur. 15 marca 1857, zm. 29 czerwca 1925), norweski potentat handlowy i polityk. Od 1905 do 1907 premier Norwegii. Michelsen odegrał dużą rolę w rozdzieleniu Norwegii od Szwecji w 1905, jeden z najbardziej wpływowych ludzi polityki swojej epoki.